# Tricyphona degenerata
Tricyphona degenerata är en tvåvingeart som beskrevs av Alexander 1917. Tricyphona degenerata ingår i släktet Tricyphona och familjen hårögonharkrankar. Inga underarter finns listade i Catalogue of Life.